# Strážná
Strážná (dříve Šumvald, německy Schönwald) je obec v okrese Ústí nad Orlicí v Pardubickém kraji. Leží sedm kilometrů východně od Lanškrouna. Žije zde 116 obyvatel.

## Historie
První písemná zmínka o vesnici pochází z roku 1351 (Schomvald).

## Obyvatelstvo
| Rok            | 1869 | 1880 | 1890 | 1900 | 1910 | 1921 | 1930 | 1950 | 1961 | 1970 | 1980 | 1991 | 2001 | 2011 | 2021 |
| -------------- | ---- | ---- | ---- | ---- | ---- | ---- | ---- | ---- | ---- | ---- | ---- | ---- | ---- | ---- | ---- |
| Počet obyvatel | 669  | 624  | 620  | 517  | 518  | 477  | 393  | 174  | 157  | 165  | 151  | 114  | 98   | 108  | 113  |
| Počet domů     | 71   | 71   | 67   | 81   | 106  | 105  | 102  | 72   | 46   | 39   | 41   | 53   | 55   | 54   | 58   |

## Obecní správa

### Obecní symboly
Znak a vlajka byly obci uděleny rozhodnutím předsedy Poslanecké sněmovny Parlamentu České republiky dne 14. března 2002.

## Pamětihodnosti
- Kostel svatého Isidora

## Galerie

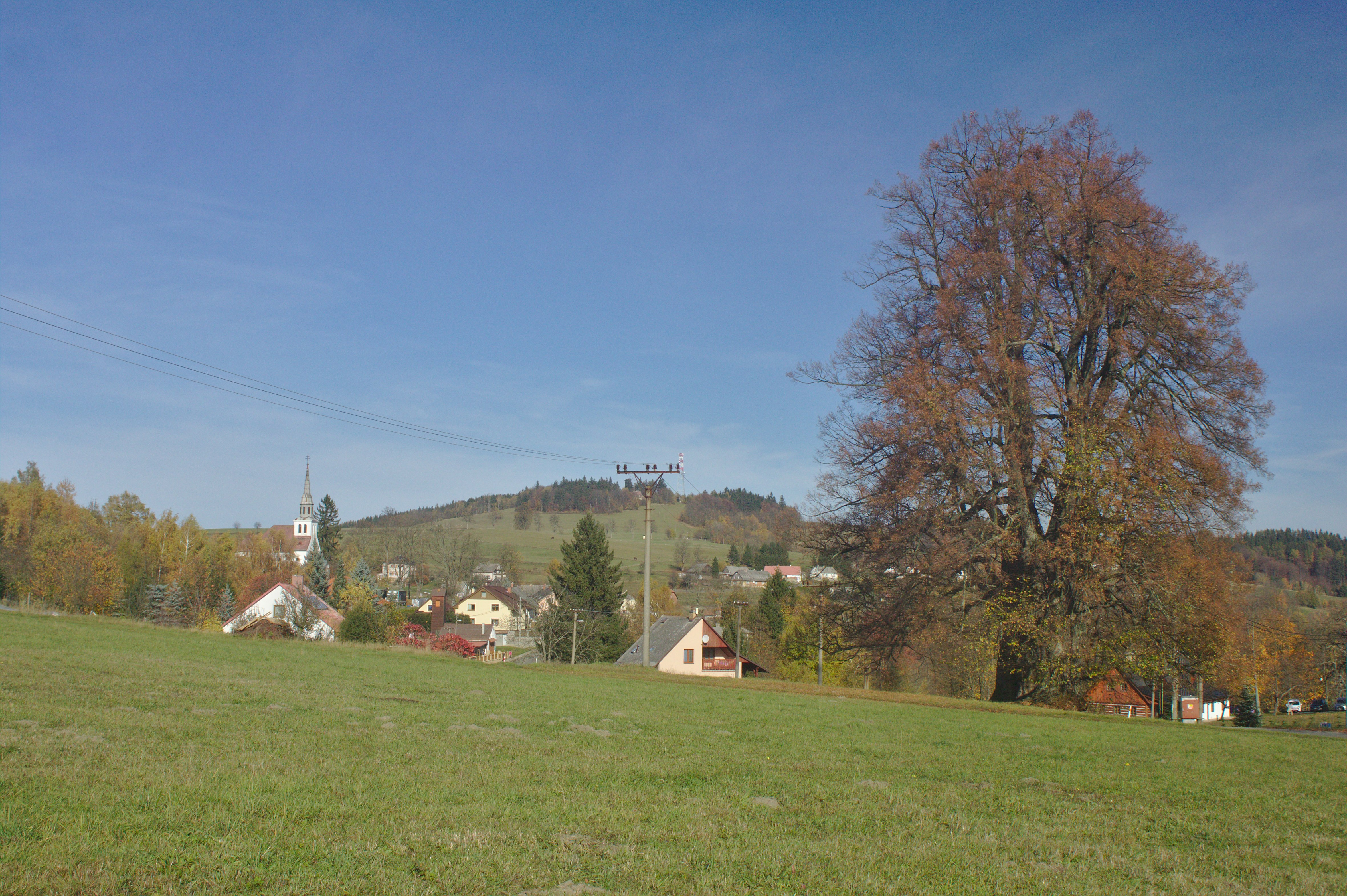
Pohled na obec od jihu
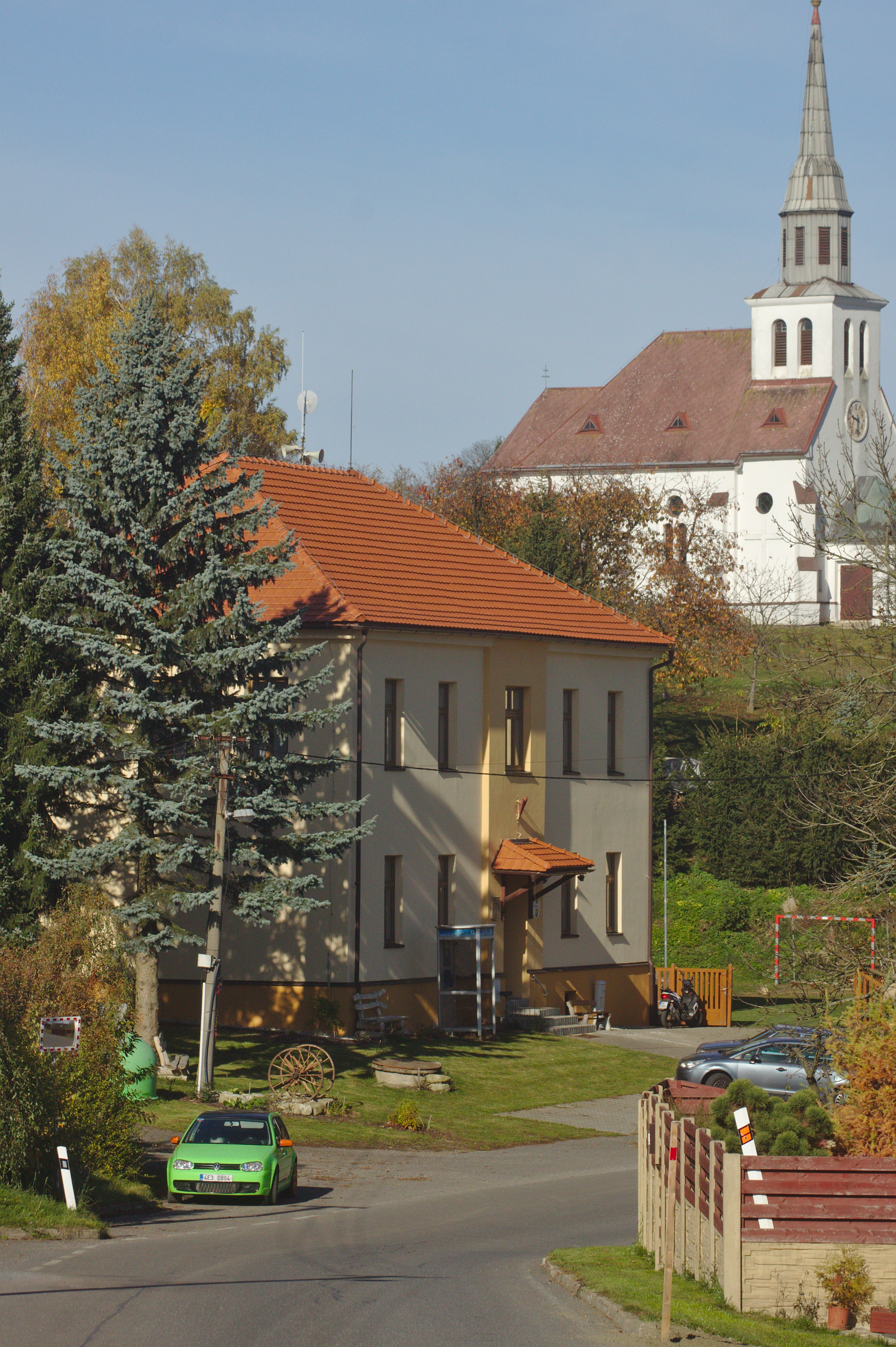
Centrum obce, budova obecního úřadu, v pozadí kostel svatého Isidora
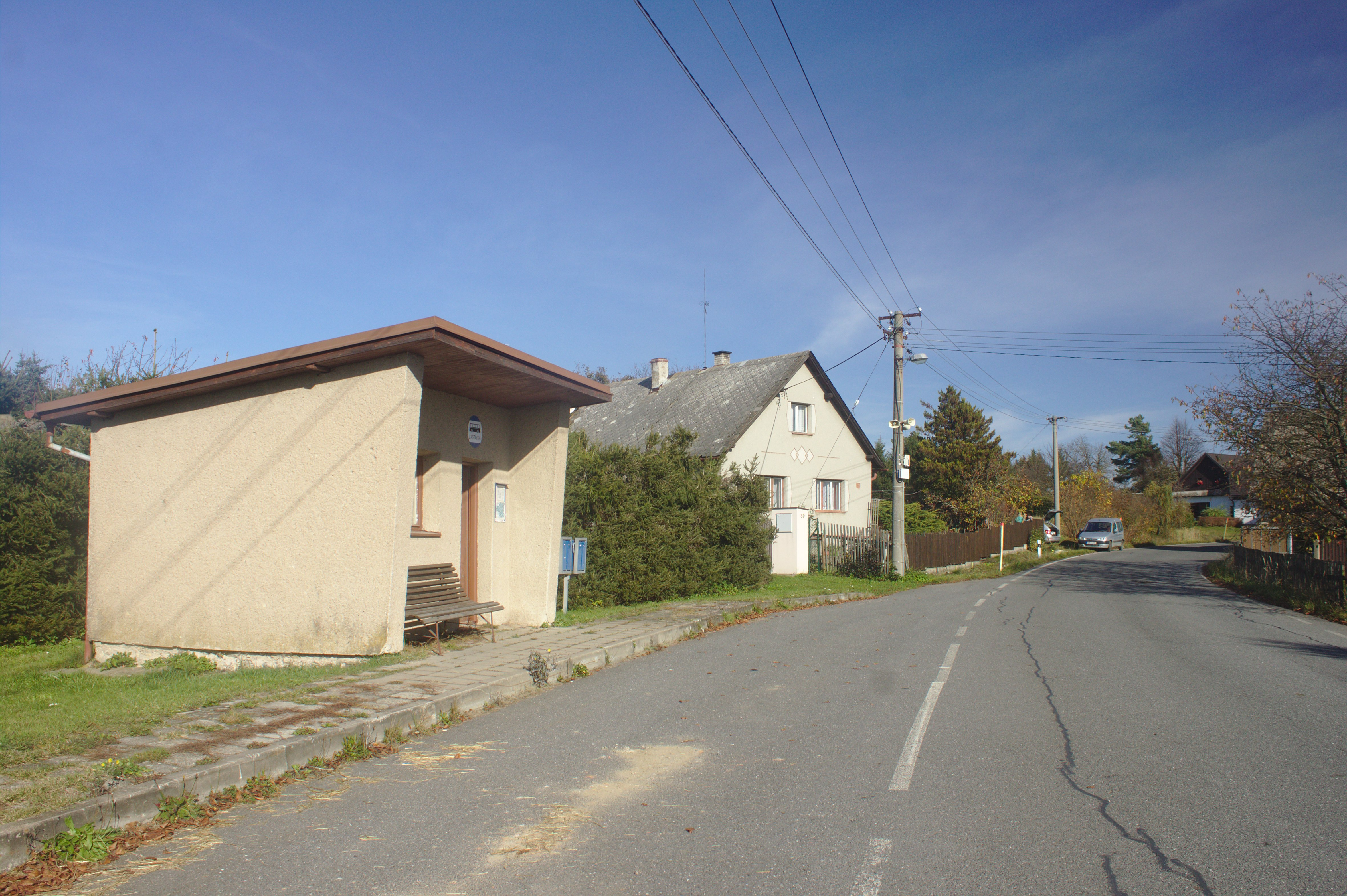
Autobusová zastávka
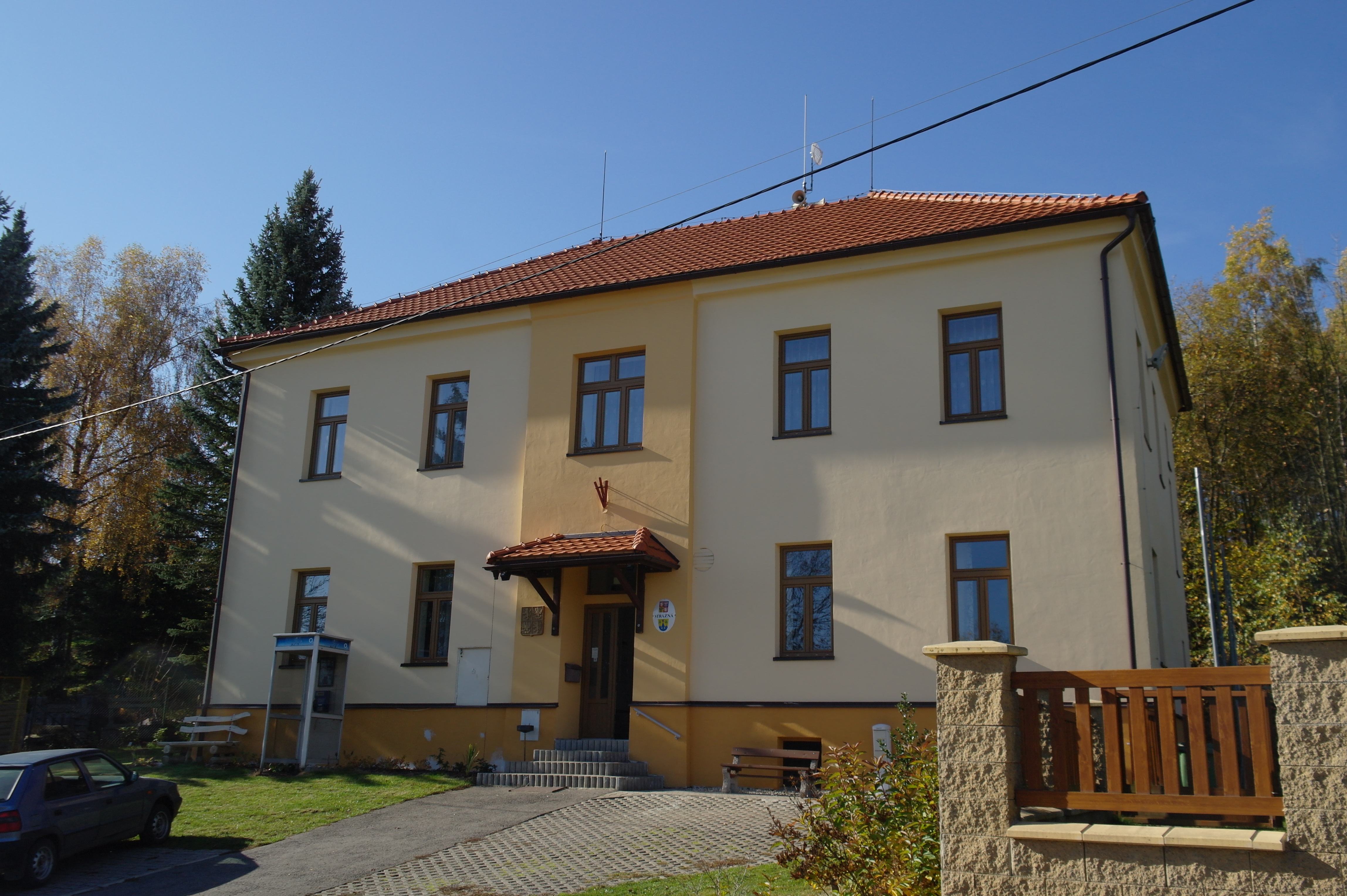
Budova obecního úřadu
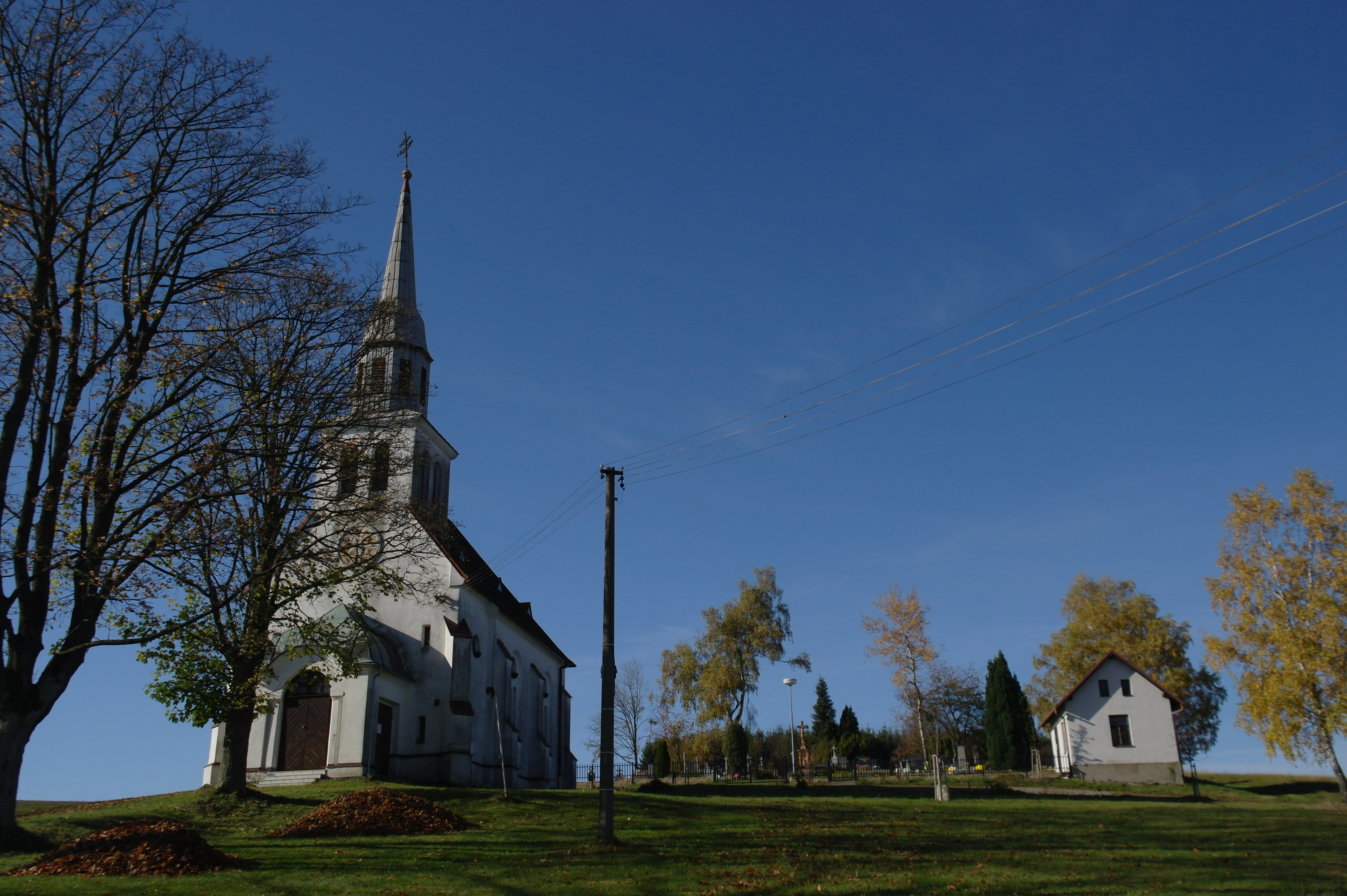
Kostel svatého Isidora s hřbitovem
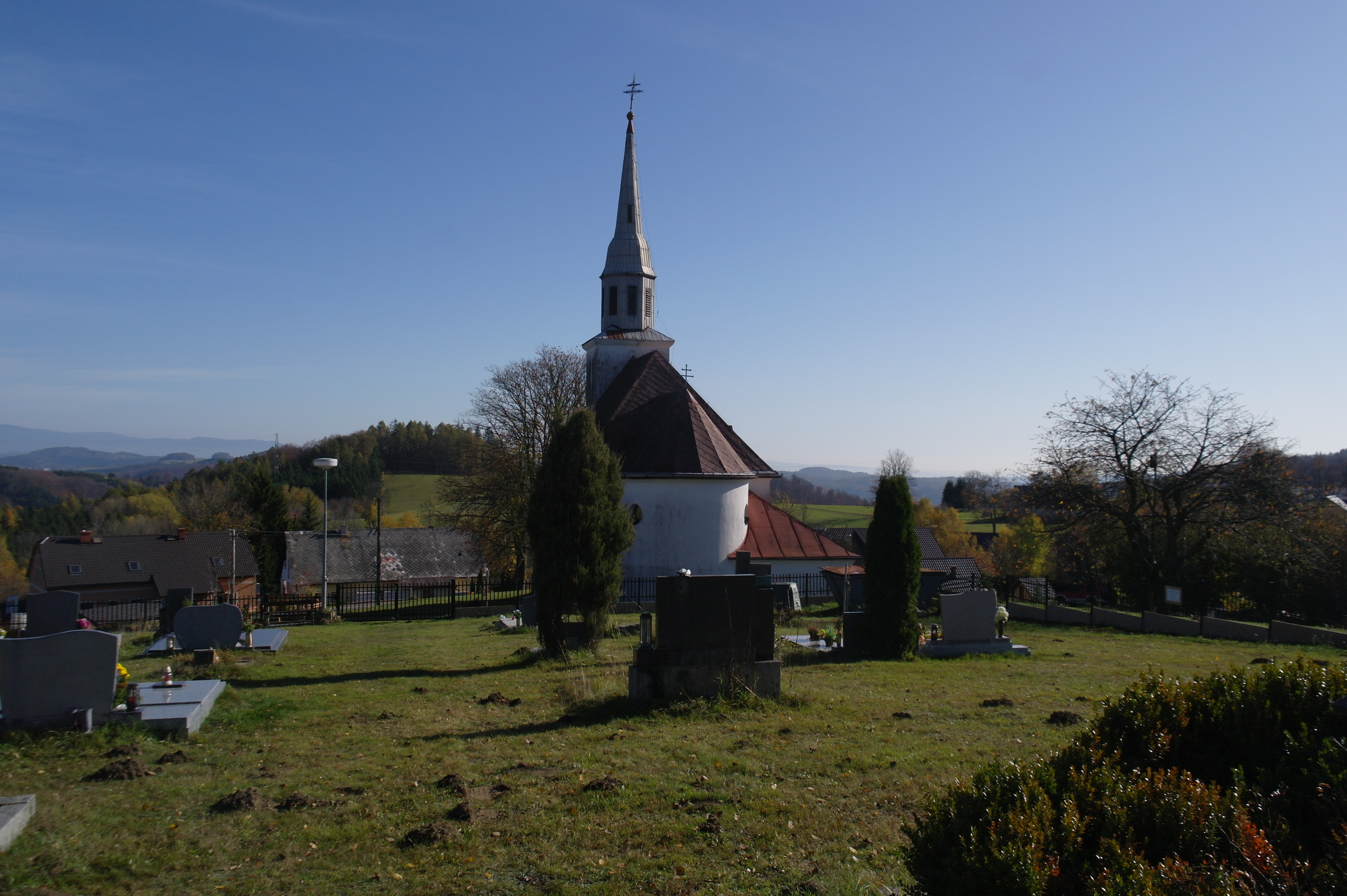
Pohled ze hřbitova
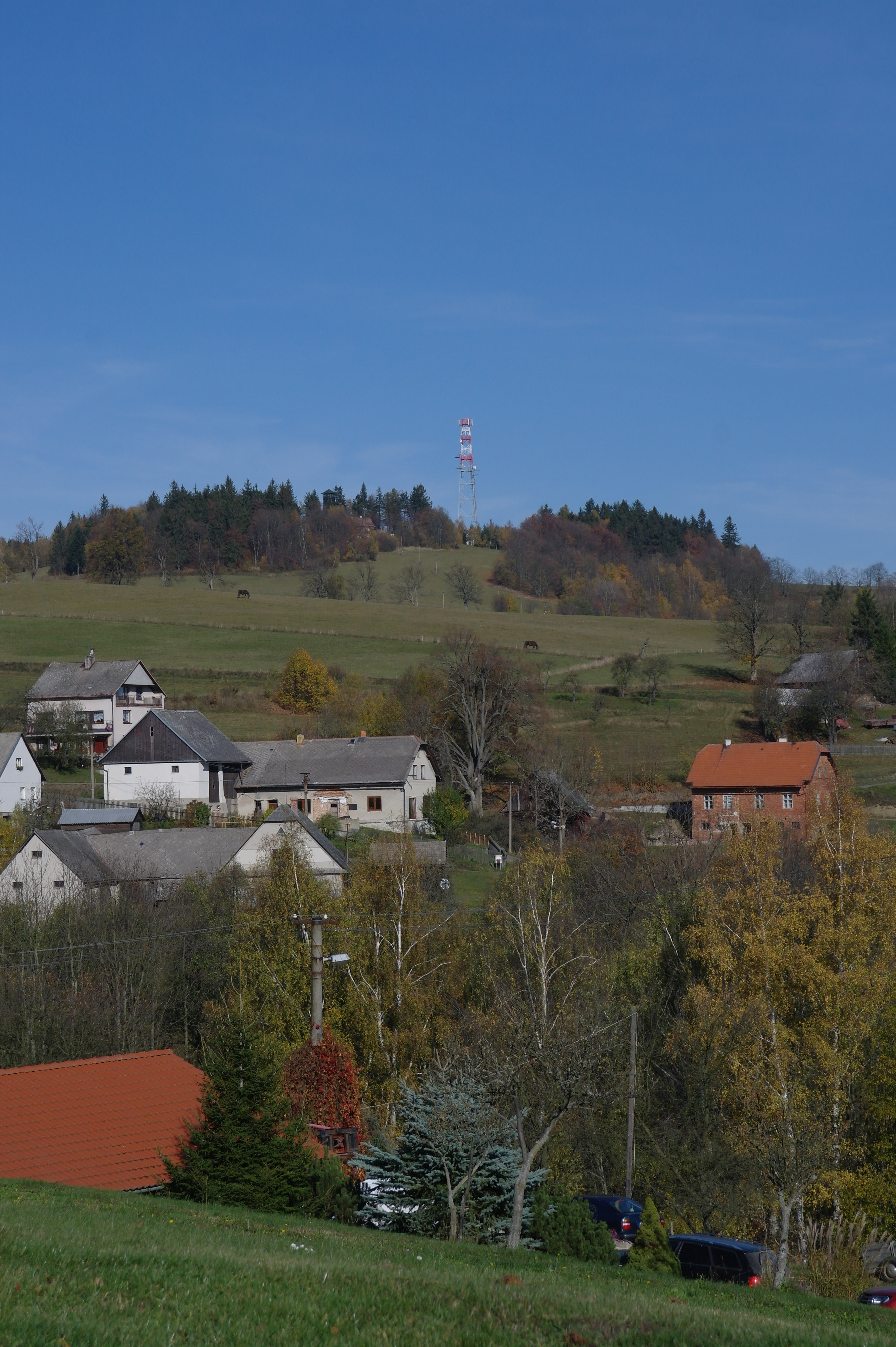
Domy v severní části vesnice, v pozadí rozhledna Lázek